# Mary Wardová
Mary Wardová (nepřechýleně Mary Ward; 23. ledna 1585, Ripon, Yorkshire, Anglie – 30. ledna 1645, Heworth, York) byla anglická řeholnice, zakladatelka Congregatio Jesu. Je po ní nazvána řada škol po celém světě.

## Život
Narodila se ve střední Anglii ve zbožné venkovské rodině v době pronásledování katolíků. Roku 1587 byla popravena Marie Stuartovna a také někteří příbuzní rodiny Wardovy. Bylo jí 9 let, když ji otec zachránil z rodného domu, který nepřátelé zapálili. Roku 1605, po Spiknutí střelného prachu (Gunpowder Plot), museli katolíci skládat protipapežskou přísahu a Mary odešla do Flander. V následujícím roce vstoupila do kláštera klarisek v Saint-Omer a brzy založila nový klášter pro anglické uprchlice. Časem však pochopila, že kontemplativní řád pro ni není a vrátila se do Anglie, kde s velkým nebezpečím zprostředkovala styky věřících s kněžími.
Se skupinou mladých žen a dívek odešla znovu do Flander, kde založila „Kongregaci Ježíšovu“ (CJ), „Institut blažené Panny Marie“ (IBMV) podle řehole svatého Ignáce a první dívčí školu. Řeholnice žily sice v klášteře, jinak se ale volně pohybovaly po městě, což nebylo obvyklé a naráželo na odpor. Wardová se vydala do Říma, kde její sestry se svolením papeže učily, aby získala jeho schválení. Protože však sestry nedodržovaly klausuru, musely z Říma odejít do Bavorska, kde jim papež na žádost vévody Maxmiliána I. povolil zřídit klášter a otevřít dívčí školu v Mnichově. Roku 1631 však papež Urban VIII. sdružení rozpustil a Wardová byla dva měsíce vyšetřována inkvizicí. Roku 1639 se ilegálně vrátila do Anglie a roku 1645 tam zemřela.

## Anglické panny
Teprve roku 1703 získala její kongregace papežské schválení a roku 1877 i Institut blažené Panny Marie (IBMV). Roku 2009 prohlásil papež Mary Wardovou za ctihodnou. Její řeholnice působí v USA a v Irsku jako Sestry z Loreta, ve Střední Evropě jako Congregatio Jesu (známy také jako Anglické panny). V českých zemích měly od roku 1791 klášter a školu u sv. Josefa na Malé straně v Praze, od roku 1921 klášter a školu ve Štěkni u Strakonic.

## Proces svatořečení
Její proces byl otevřen dne 11. října 1929 v diecézi Middlesbrough a uzavřen 7. července 1930. Poté byl znovu otevřen 17. března 1932 a uzavřen 14. prosince 1932. Dne 20. května 1994 byl vydán dekret o platnosti diecézního procesu. Dne 19. prosince 2009 byla papežem Benediktem XVI. prohlášena za ctihodnou. Od roku 2010 je zkoumán zázrak na její přímluvu. Postulátorem procesu je Andrea Ambrosi.